# Cat Island (Antarktika)
Cat Island (englisch, in Argentinien Isla Gato, in Chile Islote Gato, jeweils wörtlich übersetzt Katzeninsel) ist eine  800 m lange Insel in der Gruppe der Biscoe-Inseln vor der Westküste des antarktischen Grahamlands. Sie liegt am südlichen Ende des Grandidier-Kanals auf halbem Weg zwischen der Duchaylard- und der Larrouy-Insel.
Die Entdeckung, Kartierung und deskriptive Benennung in Anlehnung an ihre Form geht auf Teilnehmer der British Graham Land Expedition (1934–1937) unter der Leitung des australischen Polarforschers John Rymill im Jahr 1935 zurück.